# Adam Zieliński
Adam Stanisław Zieliński (Pruszków, 28 juni 1931 - 14 november 2022) was een Poolse advocaat en politicus. Als lid van de Poolse Verenigde Arbeiderspartij was hij van 1982 tot 1992 voorzitter van het hoogste administratieve gerechtshof en van 1989 tot 1991 lid van de Sejm. Van 1996 tot 2000 was hij de ombudsman van het land.
Zieliński stierf op 14 november 2022, op 91-jarige leeftijd.
- Gemeinsame Normdatei: 1146771460
- International Standard Name Identifier: 0000 0000 7231 3744
- Nederlandse Thesaurus van Auteursnamen: 072085967
- Réseau des bibliothèques de Suisse occidentale: 02-A026537328
- Virtual International Authority File: 101861961
- WorldCat: E39PBJdmfktBqGgvyxKfxHwXBP